# Палеонтологический заповедник Чэнцзян
Палеонтологический заповедник Чэнцзян (кит. упр. 澂江化石地, пиньинь Chéngjiāng huàshí de, палл. Чэнцзян хуаши дэ) расположен на территории Маотяньшаньских сланцев в уезде Чэнцзян городского округа Юйси (провинция Юньнань, КНР) и покрывает площадь в 512 га. На территории заповедника обнаружены окаменелости по меньшей мере 16 типов и 196 видов животных раннего кембрийского периода. Объект Всемирного наследия ЮНЕСКО с 2012 года.

## Описание
На холмистой территории заповедника обнаружено большое количество окаменелостей морских организмов с высокой сохранностью биоты. Находки, рассказывающие о биологическом разнообразии в этих местах 530 миллионов лет назад имеют важное значение для палеобиологии. Для охраны находок вокруг заповедника организована буферная зона площадью 220 га. Управления заповедником осуществляет Институт управления палеонтологическим заповедником Чэнцзян.
На территории заповедника обнаружены представители таких типов, как стрекающие, гребневики, приапулиды, губки, иглокожие, трилобиты, бесчелюстные, хордовые и позвоночные. Среди обнаруженных образцов есть также пока не классифицированные. Многие фоссилии имеют очень хорошую сохранность четко видны отпечатки мягких и твёрдых тканей животных с твёрдыми скелетами, а также отпечатки животных почти без твёрдых тканей, большая часть которых была ранее неизвестна. Благодаря полноте сохранившейся биоты палеонтологи смогли сделать выводы о разнообразии животной жизни и сложности морской экосистемы раннего кембрийского периода, а также о взаимодействии внутри этой экосистемы.
- Примеры найденных окаменелостей
- Leanchoilia illecebrosa (членистоногое)
- Eoredlichia intermedia (трилобит)
- Heliomedusa orienta (плеченогое)
- Microdictyon (онихофора)

## История
Как отмечает в своей книге «Тигель творения: жители сланцев и расцвет животного мира» Саймон Конвей Моррис, первые образцы мягкотелых организмов из этих мест были описаны ещё в 1912 году, следующие находки были сделаны в 1957 году, однако серьёзные исследования и открытия начались только в 1984 году.
С 1997 года власти провинции Юньнань объявили о создании здесь природного заповедника на территории 1800 га.
До 2004 года на буферной территории вокруг заповедника велась добыча фосфатов, однако в связи с поступившим в этому году распоряжением премьер-министра Вэнь Цзябао о защите территории заповедника она была прекращена на всех 14 предприятиях за несколько недель. С 2006 года велись работы по консервации шахт, которые полностью завершились к 2008 году.
В 2012 году на 36-й сессии Комитета всемирного наследия ЮНЕСКО в Санкт-Петербурге было принято решение о включении заповедника в список объектов всемирного наследия.